# Tomasz Bochiński
Tomasz Bochiński (ur. 13 września 1959 w Warszawie) – polski pisarz, tworzący głównie w gatunkach fantasy i science-fiction.
Debiutował opowiadaniem AIDS na łamach „Politechnika” w 1985 roku.
Jest twórcą scenariusza komiksu Rycerze ziem jałowych z rysunkami Grzegorza W. Komorowskiego. Zamieszczał liczne opowiadania i nowele w antologiach oraz pismach literackich: w miesięczniku „Fenix”, „Science Fiction”, „Science Fiction, Fantasy i Horror”.
W latach 2007–2011 publikował na łamach czasopisma „Science Fiction, Fantasy i Horror” felietony „Polecanki i niepolecanki Kruka Siwego” poświęcone propagowaniu klasycznej, polskiej fantastyki.

## Nagrody i nominacje

### Nagrody
- 1984: III nagroda w ogólnopolskim konkursie literackim PSMF[1]
- 2007: Nautilus za opowiadanie Cudowny wynalazek pana Bella[1].
- 2011: Nagroda Złoty kot za cykl o grabarzu Moncku[1]
- 2012: Nagroda serwisu granice.pl "Najlepsza książka na jesień" za "Opowieści praskie"[2]

### Nominacje
- 2000: nominacja do Srebrnego Globu[3].
- 2013: nominacja do nagrody Wielkiego Kaibru[4]

## Publikacje

### Książki

#### Fantastyka
- Królowa Alimor – (wraz z Wojciechem Bąkiem), w serii Fantom wydawnictwa Alma-Press 1988
- Kurierzy galaktycznych szlaków, Krajowa Agencja Wydawnicza 1990
- Sen o złotym cesarstwie, Ludowa Spółdzielnia Wydawnicza 1991 Stalker 2025 wydanie II uzupełnione
- Wyjątkowo wredna ceremonia, Fabryka Słów, styczeń 2006
- Bogowie przeklęci, Fabryka Słów, czerwiec 2009
- Pufcio, Almaz, grudzień 2011
- Opowieści praskie, Almaz, lipiec 2012
- Złe ulice. Opowieści praskie, Stalker, czerwiec 2023

#### Powieści kryminalne
- Pan Whicher w Warszawie wraz z żoną Agnieszką Chodkowską-Gyurics, Instytut Wydawniczy Erica, październik 2012
- Pan Whicher na prowincji wraz z żoną Agnieszką Chodkowską-Gyurics,  Literate, listopad 2020

### Opowiadania
- AIDS (TS Politechnik 1985)
- Koniec tysiąclecia („Fenix” 1995)
- Trzy razy szczęście („Fenix” 1997)
- Fałszywy klejnot („Fenix” 1998)
- Czapka dla miasta („Fenix” 2000)
- Wilki z Palenk wraz z Wojciechem Bąkiem (antologia Robimy rewolucję Prószyński i S-ka 2000)
- Druga śmierć Thery wraz z Januszem Romanowskim („Fenix” 2000)
- Druga liga („Science Fiction” 2005)
- Co wiedźma miała na myśli („Science Fiction, Fantasy i Horror” 2008)
- Cudowny wynalazek pana Bella (antologia Niech żyje Polska. Hura! t.2, Fabryka Słów 2006)
- Bardzo zły (antologia A.D. XIII t.1, Fabryka Słów 2007)
- Valkar i muzyka ciemności (antologia Kanon Barbarzyńców t.1, Fabryka Słów 2008)
- Książęta z wież („Science Fiction, Fantasy i Horror” 2009)
- Kraina potworów („Science Fiction, Fantasy i Horror” 2009)
- Tylko pieśń wraz z żoną Agnieszką Chodkowską-Gyurics („Science Fiction, Fantasy i Horror” 2010)
- Raj 3,13 („Science Fiction, Fantasy i Horror” 2012)
- Cmentarz na Pradze („Opowieści niesamowite” 2012)
- Straszny i osobliwy przypadek Szmatławic Dolnych (antologia Tarnowskie Góry Fantastycznie Almaz 2019)
- Bunt marynarzy  (zbiór opowiadań Złe ulice. Opowieści praskie Stalker 2023)

### Mikropowieść
- Ocaleni w niebie („Fantastyka – wydanie specjalne” 2018)